# MAR-1

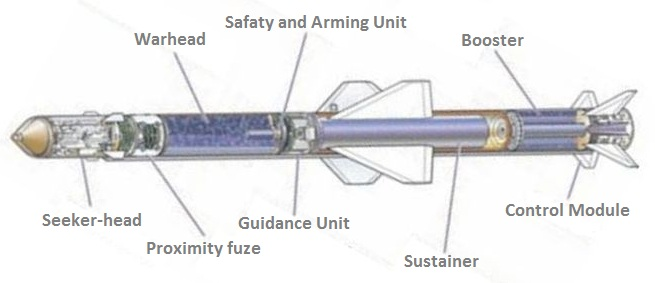
Imagem ilustrativa

O MAR-1 é um míssil ar-terra tático antirradiação de médio alcance, com guiamento passivo por radar e múltiplas opções de banda, utilizado para atacar sistemas de defesa antiaérea baseados em terra ou em plataformas marítimas.

## História
Em 1998 iniciou-se o programa de desenvolvimento de um míssil antirradiação destinado a equipar as aeronaves A-1 (AMX) da FAB - Força Aérea Brasileira. Sua primeira exportação, destinada ao Paquistão, foi concluída em 2011 para equipar os caças JF-17 e Mirage III daquele país. Desde o início, o programa foi conduzido pelo DCTA (Departamento de Ciência e Tecnologia Aeroespacial), em conjunto com a empresa Mectron, também sediada em São José dos Campos. Atualmente encontra-se na fase de ensaios. Conforme divulgado pela FAB, já foram realizados os ensaios de separação com a aeronave A-1B do IPEV (Instituto de Pesquisa e Ensaios em Voo) DCTA.
Uma análise em cenário simulado demonstrou que a cabeça de busca do MAR-1 possui a capacidade de detectar um radar de baixa potência, como o diretor de tiro Skyguard, a distâncias superiores a 50 km. Contudo, durante a fase de desenvolvimento em andamento, observou-se que uma das limitações para a eficácia do MAR-1 reside na definição da distância entre a aeronave e o radar, um parâmetro crucial para o sucesso do lançamento. Essa constatação pode ter levado os desenvolvedores a reavaliar alguns conceitos.
Uma das maiores dificuldades encontradas foi a ausência de uma plataforma girométrica nacional (um sistema de navegação que orienta o míssil enquanto ele busca o alvo durante o voo) disponível para o míssil. Essa tecnologia está sujeita a embargos por razões políticas e estratégicas impostos por países que detêm o controle. Portanto, foi necessário iniciar praticamente do zero um projeto de desenvolvimento de um bloco girométrico miniaturizado de fibra óptica com três eixos ortogonais. Esse bloco fornece ao computador de bordo as informações necessárias, juntamente com os acelerômetros, garantindo precisão ao míssil.
O projeto desse subsistema recebeu financiamento do FINEP e foi conduzido pelo IEAv (Instituto de Estudos Avançados do DCTA) e pela empresa Mectron. Aparentemente, foi concluído com sucesso. No entanto, surgiu um obstáculo adicional em 1999, quando o governo brasileiro tentou adquirir antenas espirais e outros sistemas para o desenvolvimento da cabeça de busca do MAR-1 de um fabricante em Las Vegas. Entretanto, o governo americano vetou essa compra, alegando que "não é do interesse da defesa dos Estados Unidos que o Brasil introduza armamentos antirradiação nessa região." Diante desse impedimento, o DCTA se viu com apenas uma alternativa viável: desenvolver a cabeça de busca localmente. 
Esse subsistema, posteriormente, foi desenvolvido e submetido a testes utilizando simuladores de emissões TS-100+ da Excalibur Systems (na faixa de 0,5 a 18 GHz) e aeronaves HS-125 da Divisão de Ensaios em Voo do CTA. Além disso, sabe-se que a FAB considerou a possibilidade de instalar sensores semelhantes nas aeronaves de patrulha P-95. É provável que estejam sendo desenvolvidas duas cabeças de busca para o míssil, cada uma otimizada para determinadas faixas de frequência dos radares alvos. Dessa forma, essas cabeças de busca poderiam ser intercambiáveis de acordo com o tipo de radar a ser atacado.
Inicialmente, havia a expectativa de que o MAR-1 fosse derivado do MAA-1, com as devidas adaptações nos sensores e uma aparência semelhante ao míssil americano AGM-122 Sidearm. No entanto, essa abordagem se mostrou equivocada quando as primeiras imagens do míssil foram divulgadas. A espoleta de proximidade do MAR-1 foi (ou está sendo) desenvolvida pela empresa Opto Eletrônica de São Carlos. A Opto Eletrônica também está envolvida no programa CBERS, onde será responsável por fabricar a câmera MUX para o satélite CBERS-3 capaz de gerar imagens com resolução de 20 metros. Além disso, a empresa está trabalhando no desenvolvimento de óculos de visão noturna (OVN) para o Exército Brasileiro, bem como na produção de lentes, espelhos e espoletas de proximidade para os mísseis MAA-1 e MAA-1B.
Quanto ao alcance que havia sido divulgado pela imprensa especializada, que mencionava números de 25 km para um lançamento a 30 mil pés, a Mectron esclarece: “Esses dados são provenientes de um estudo aerodinâmico desatualizado e estão completamente fora da realidade. O alcance atual, demonstrado em testes, é muito, e enfatizo, muito maior do que isso, e estamos trabalhando para aprimorá-lo ainda mais. Para dar uma ideia, recentemente conduzimos um teste com um novo motor tão poderoso que causou o derretimento do bocal de exaustão e da parte traseira do míssil, o que nos levou a uma revisão completa do projeto. Entretanto, não podemos fornecer um número exato e definitivo, pois isso é considerado informação sigilosa.”.
Segundo o Brigadeiro Bueno, da Aeronáutica, vários países já solicitaram informações sobre o míssil. O MAR-1 seria empregado no contexto de guerra eletrônica, desempenhando a função de supressão da defesa aérea inimiga. No entanto, infelizmente, o programa do míssil MAR-1 foi cancelado pela FAB, conforme informado pela empresa SIATT. A SIATT assumiu a responsabilidade pelo desenvolvimento da arma após a Odebrecht Tecnologia e Defesa (que havia incorporado a MECTRON) deixar de ter condições de continuar gerenciando os projetos da FAB devido a escândalos de corrupção envolvendo sua controladora, a Construtora Odebrecht.
| Características          | Características                               |
| ------------------------ | --------------------------------------------- |
| Alcance                  | 60 km a 30000 pés de altitude                 |
| Velocidade de lançamento | Mach 0,5 a Mach 1,2                           |
| Ângulo de apresentação   | Lóbulos laterais da antena do radar detectado |
| Ângulo de visada         | 60°                                           |
| Comprimento total        | 4.030 mm                                      |
| Diâmetro                 | 230 mm                                        |
| Massa total              | 274 kg                                        |
| Cabeça de Guerra         | 90 kg                                         |
| Guiagem                  | Passiva                                       |
| Espoleta                 | Ativa a laser                                 |
| Fabricante               | Mectron Indústria e Comércio                  |

## Similares
- Shrike (Norte-Americano) [3]
- Standard Harm (Norte-Americano) [3]
- Alarm (Inglês) [3]
- Armat (Francês) [3]

## Utilizadores
- Brasil
- Paquistão[4]